# Saint-Christophe-en-Boucherie
Pour les articles homonymes, voir Saint-Christophe.
Saint-Christophe-en-Boucherie est une commune française située dans le département de l'Indre, en région Centre-Val de Loire.

## Géographie

### Localisation
- 1Carte dynamique
- 2Carte OpenStreetMap
- 3Carte topographique
- 4Carte avec les communes environnantes

La commune est située dans l'est du département, à la limite avec le département du Cher. Elle est située dans la région naturelle du Boischaut Sud.
Les communes limitrophes sont : Rezay (4 km), La Berthenoux (5 km), Vicq-Exemplet (6 km), Thevet-Saint-Julien (6 km) et Saint-Hilaire-en-Lignières (7 km).
Les communes chefs-lieux et préfectorales sont : La Châtre (15 km), Issoudun (32 km), Châteauroux (36 km) et Le Blanc (81 km).

### Hameaux et lieux-dits
Les hameaux et lieux-dits de la commune sont : la Brande, les Riaux et les Coux.

### Géologie et hydrographie
La commune est classée en zone de sismicité 2, correspondant à une sismicité faible.
Elle est bordée au nord-ouest par la Grande Thonaise et arrosée par son affluent le Bailledets qui y prend sa source.

### Climat
Pour des articles plus généraux, voir Climat du Centre-Val de Loire et Climat de l'Indre.
En 2010, le climat de la commune est de type climat océanique dégradé des plaines du Centre et du Nord, selon une étude du Centre national de la recherche scientifique s'appuyant sur une série de données couvrant la période 1971-2000. En 2020, Météo-France publie une typologie des climats de la France métropolitaine dans laquelle la commune est exposée à un climat océanique altéré et est dans la région climatique Ouest et nord-ouest du Massif Central, caractérisée par une pluviométrie annuelle de 900 à 1 500 mm, maximale en automne et en hiver.
Pour la période 1971-2000, la température annuelle moyenne est de 11,1 °C, avec une amplitude thermique annuelle de 15,5 °C. Le cumul annuel moyen de précipitations est de 821 mm, avec 12,1 jours de précipitations en janvier et 7,4 jours en juillet. Pour la période 1991-2020, la température moyenne annuelle observée sur la station météorologique installée sur la commune est de 11,9 °C et le cumul annuel moyen de précipitations est de 850,4 mm,. Pour l'avenir, les paramètres climatiques de la commune estimés pour 2050 selon différents scénarios d'émission de gaz à effet de serre sont consultables sur un site dédié publié par Météo-France en novembre 2022.
| Mois                                  | jan.          | fév.          | mars          | avril         | mai           | juin         | jui.        | août         | sep.        | oct.          | nov.          | déc.           | année    |
| ------------------------------------- | ------------- | ------------- | ------------- | ------------- | ------------- | ------------ | ----------- | ------------ | ----------- | ------------- | ------------- | -------------- | -------- |
| Température minimale moyenne (°C)     | 1,4           | 0,9           | 2,8           | 5,7           | 8,9           | 12,6         | 14,5        | 14           | 10,9        | 8,2           | 4,6           | 1,8            | 7,2      |
| Température moyenne (°C)              | 4,2           | 4,6           | 7,5           | 11,1          | 14,3          | 18,2         | 20,5        | 19,9         | 16,7        | 12,9          | 7,9           | 4,7            | 11,9     |
| Température maximale moyenne (°C)     | 7,1           | 8,2           | 12,2          | 16,5          | 19,7          | 23,9         | 26,5        | 25,9         | 22,5        | 17,5          | 11,2          | 7,6            | 16,6     |
| Record de froid (°C) date du record   | −16 26.01.07  | −13 12.02.12  | −12 01.03.05  | −2,4 06.04.21 | 0 05.05.19    | 3,5 01.06.06 | 6 02.07.11  | 6,5 22.08.16 | 0 22.09.12  | −3 21.10.07   | −6,5 30.11.10 | −10,5 26.12.10 | −16 2007 |
| Record de chaleur (°C) date du record | 19,4 01.01.22 | 22,5 27.02.19 | 24,5 16.03.12 | 29 30.04.05   | 33,5 27.05.05 | 40 29.06.19  | 42 25.07.19 | 39 07.08.20  | 36 04.09.05 | 32,9 02.10.23 | 24 08.11.15   | 17,3 31.12.22  | 42 2019  |
| Précipitations (mm)                   | 73,1          | 58            | 59,8          | 69,3          | 87,7          | 65           | 66,3        | 62,3         | 71,2        | 78,2          | 77,6          | 81,9           | 850,4    |

### Voies de communication et transports
Le territoire communal est desservi par les routes départementales : 68A, 71 et 940.
Les gares ferroviaires les plus proches sont les gares d'Issoudun (36 km) et Châteauroux (38 km).
Saint-Christophe-en-Boucherie est desservie par la ligne E du Réseau de mobilité interurbaine.
L'aéroport le plus proche est l'aéroport de Châteauroux-Centre, à 42 km.

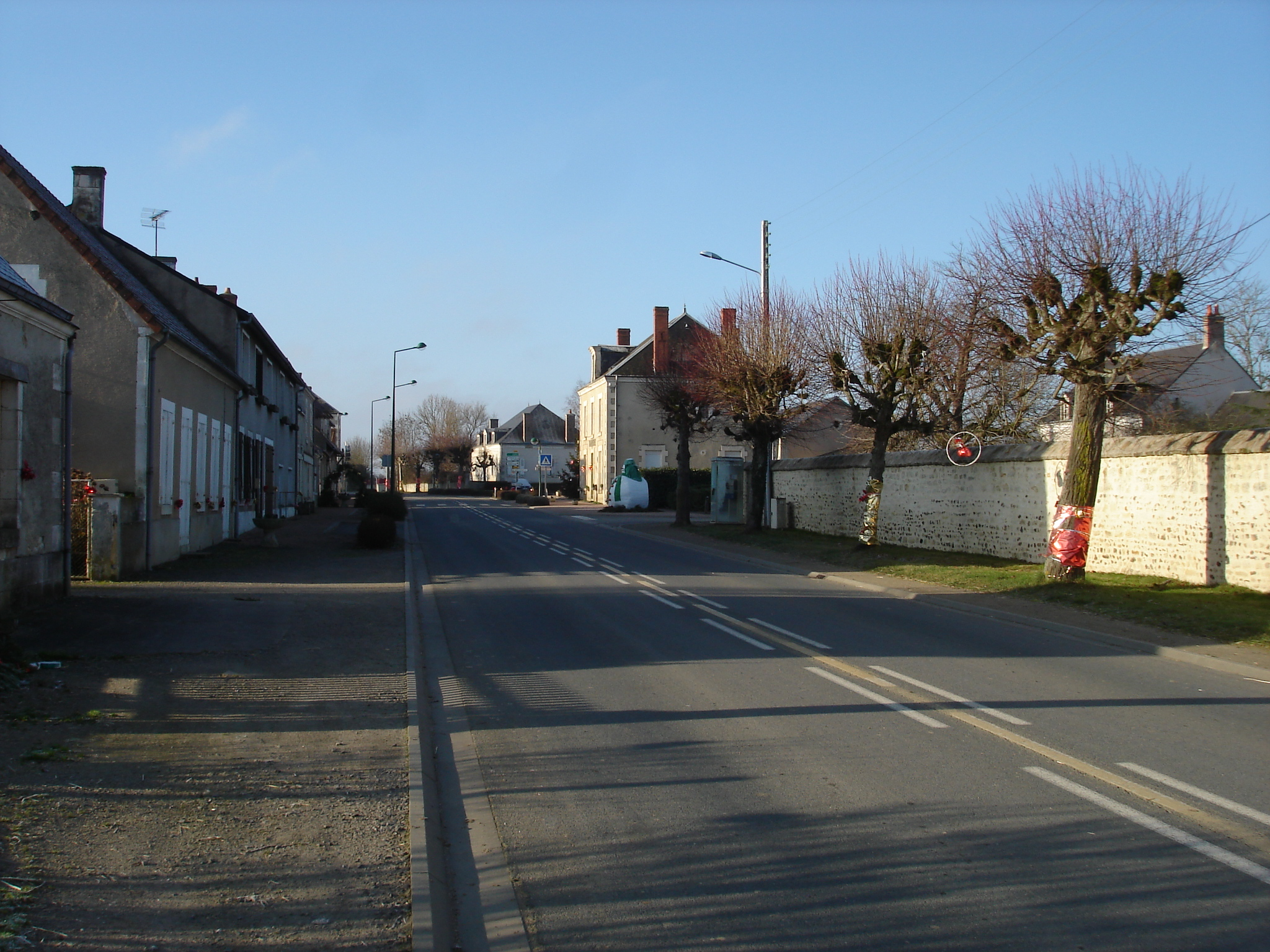
La route départementale 940 en direction de Thevet-Saint-Julien en 2012.
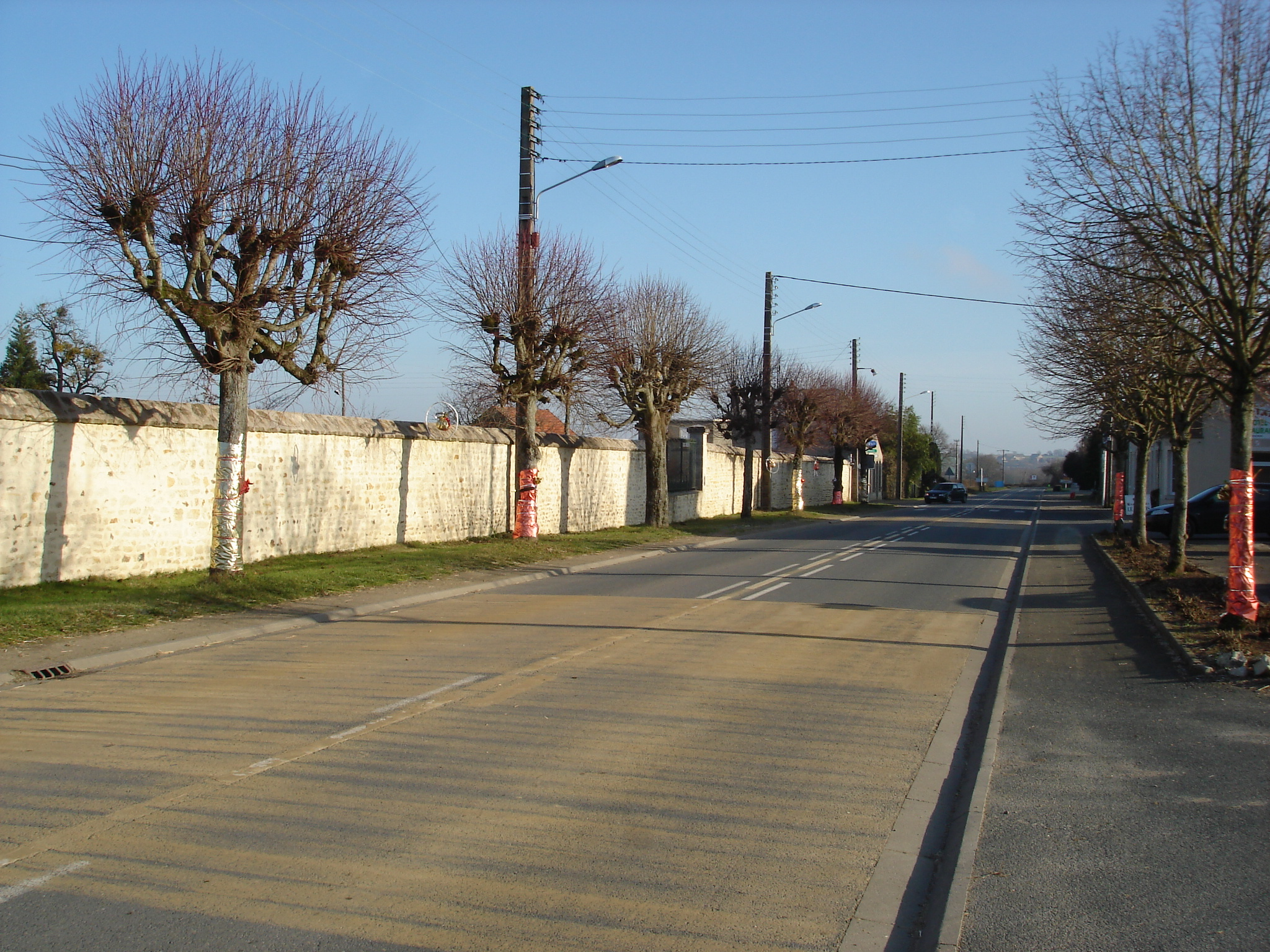
La route départementale 940 en direction de Lignières en 2012.
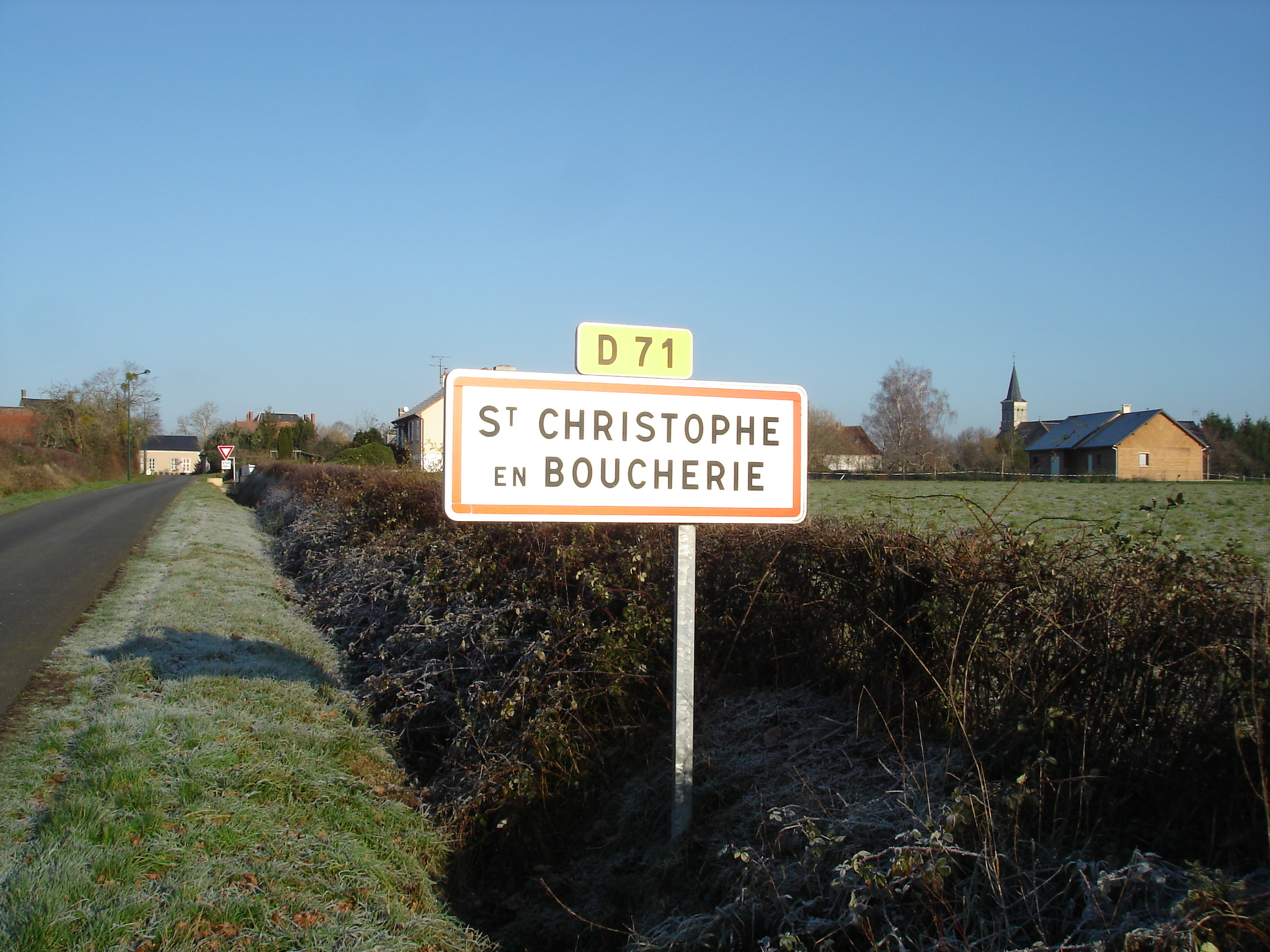
Le panneau d'entrée d’agglomération en 2012.

## Urbanisme

### Typologie
Au 1er janvier 2024, Saint-Christophe-en-Boucherie est catégorisée commune rurale à habitat très dispersé, selon la nouvelle grille communale de densité à sept niveaux définie par l'Insee en 2022.
Elle est située hors unité urbaine et hors attraction des villes,.

### Occupation des sols
L'occupation des sols de la commune, telle qu'elle ressort de la base de données européenne d’occupation biophysique des sols Corine Land Cover (CLC), est marquée par l'importance des territoires agricoles (87,3 % en 2018), une proportion identique à celle de 1990 (87,3 %). La répartition détaillée en 2018 est la suivante : 
prairies (57,7 %), terres arables (16,7 %), zones agricoles hétérogènes (13 %), forêts (12,7 %). L'évolution de l’occupation des sols de la commune et de ses infrastructures peut être observée sur les différentes représentations cartographiques du territoire : la carte de Cassini (XVIIIe siècle), la carte d'état-major (1820-1866) et les cartes ou photos aériennes de l'IGN pour la période actuelle (1950 à aujourd'hui).

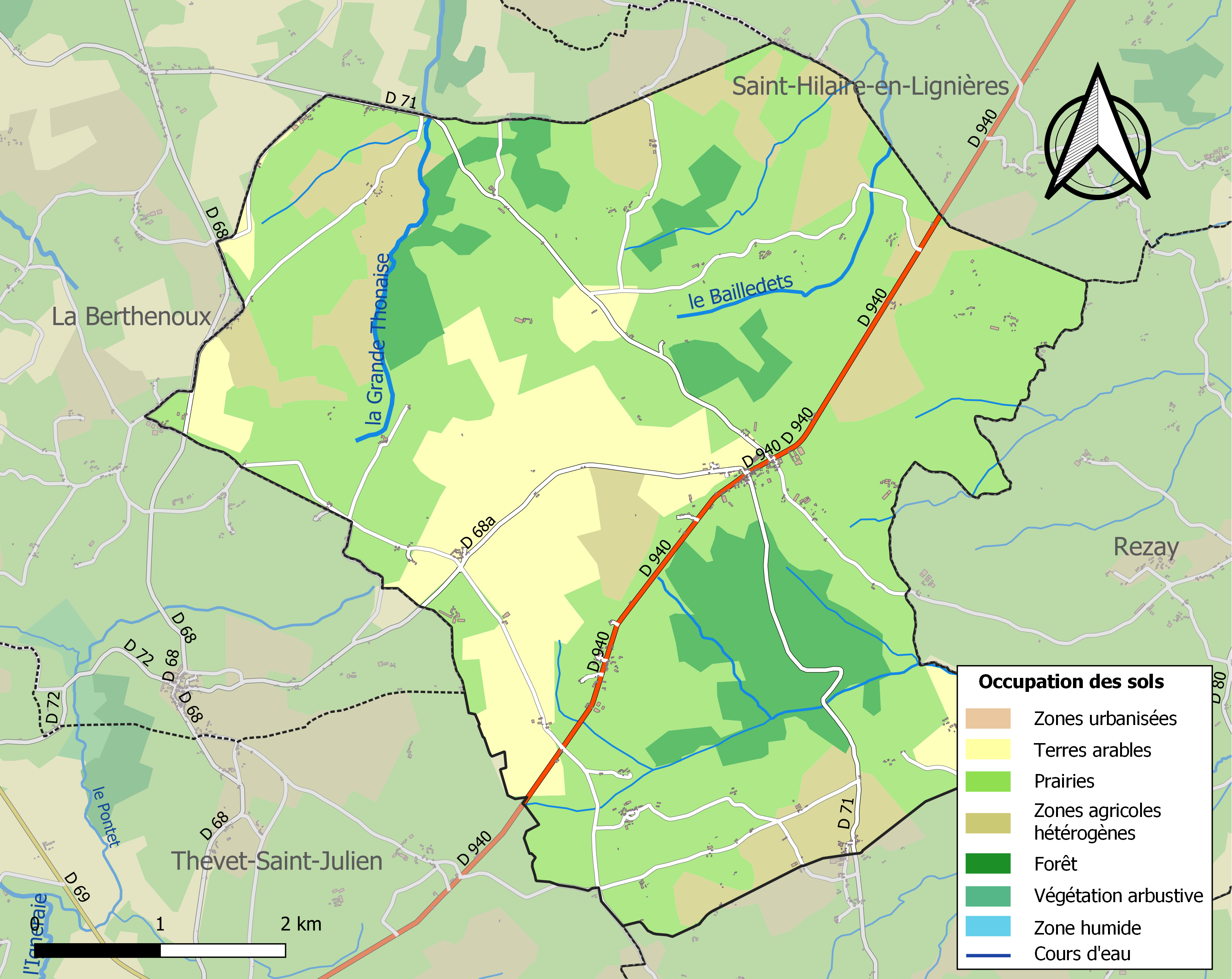
Carte des infrastructures et de l'occupation des sols de la commune en 2018 (CLC).

### Logement
Le tableau ci-dessous présente le détail du secteur des logements de la commune :
| Date du relevé                                              | 2013   |
| Nombre total de logements                                   | 187    |
| Résidences principales                                      | 62,6 % |
| Résidences secondaires                                      | 22,5 % |
| Logements vacants                                           | 15 %   |
| Part des ménages propriétaires de leur résidence principale | 79 %   |

### Risques majeurs
Le territoire de la commune de Saint-Christophe-en-Boucherie est vulnérable à différents aléas naturels : météorologiques (tempête, orage, neige, grand froid, canicule ou sécheresse) et séisme (sismicité faible). Un site publié par le BRGM permet d'évaluer simplement et rapidement les risques d'un bien localisé soit par son adresse soit par le numéro de sa parcelle.

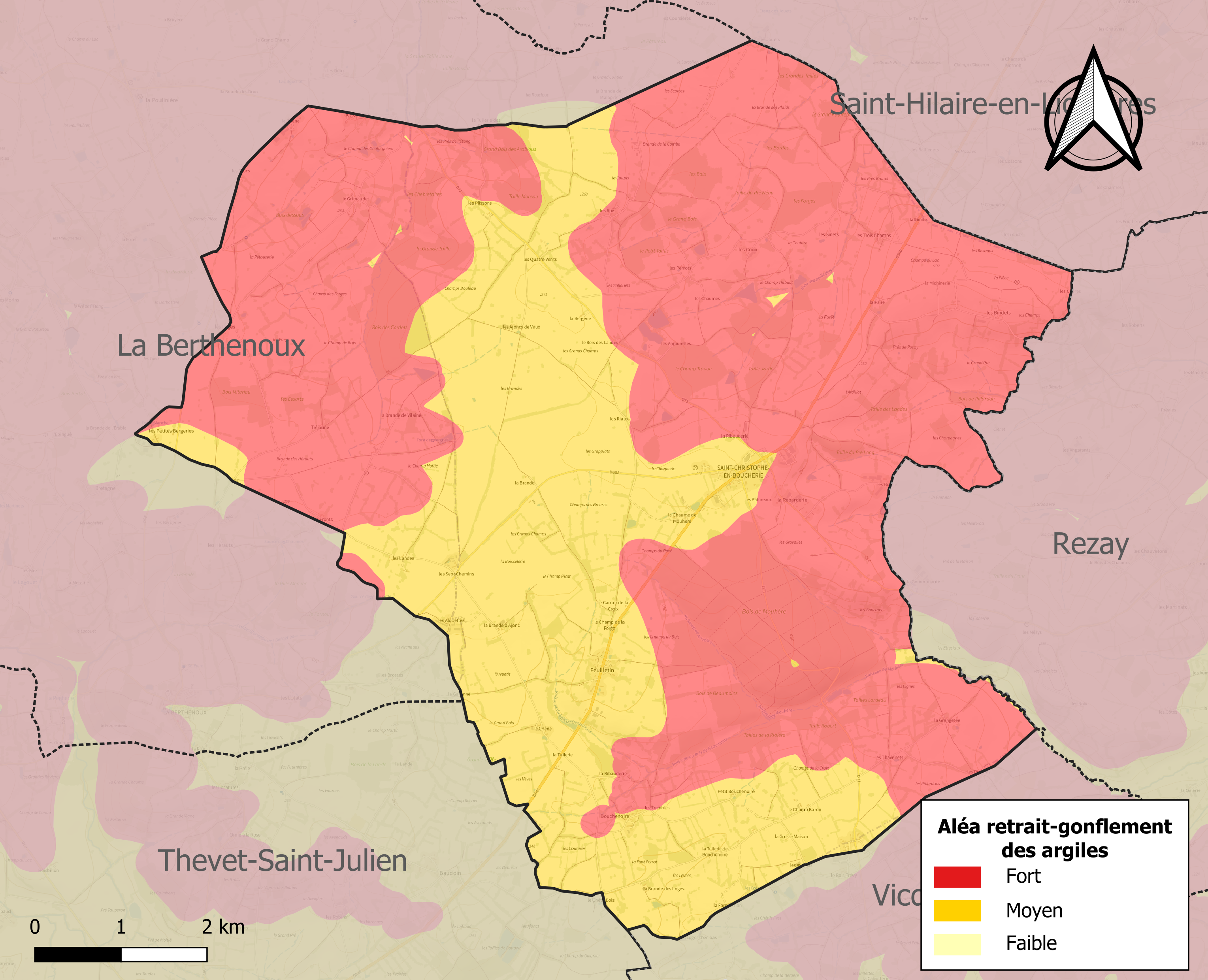
Carte des zones d'aléa retrait-gonflement des sols argileux de Saint-Christophe-en-Boucherie.

Le retrait-gonflement des sols argileux est susceptible d'engendrer des dommages importants aux bâtiments en cas d’alternance de périodes de sécheresse et de pluie. La totalité de la commune est en aléa moyen ou fort (84,7 % au niveau départemental et 48,5 % au niveau national). Sur les 193 bâtiments dénombrés sur la commune en 2019, 193 sont en aléa moyen ou fort, soit 100 %, à comparer aux 86 % au niveau départemental et 54 % au niveau national. Une cartographie de l'exposition du territoire national au retrait gonflement des sols argileux est disponible sur le site du BRGM,.
Concernant les mouvements de terrains, la commune a été reconnue en état de catastrophe naturelle au titre des dommages causés par la sécheresse en 1991 et 2019 et par des mouvements de terrain en 1999.

## Toponymie
Durant la Révolution française, pour suivre le décret de la Convention du 25 vendémiaire an II invitant les communes ayant des noms pouvant rappeler les souvenirs de la royauté, de la féodalité ou des superstitions, à les remplacer par d'autres dénominations, la commune change de nom pour Boucherie, puis pour Bourg-Meuhers.

## Politique et administration
La commune dépend de l'arrondissement de La Châtre, du canton de La Châtre, de la deuxième circonscription de l'Indre et de la communauté de communes de La Châtre et Sainte-Sévère.
| Période    | Période  | Identité         | Étiquette | Qualité                                  |
| ---------- | -------- | ---------------- | --------- | ---------------------------------------- |
| mars 2001, | En cours | Jean-Luc Mançois | DVD       | Cadre Démissionnaire le 7 décembre 2024. |

## Population et société

### Démographie
L'évolution du nombre d'habitants est connue à travers les recensements de la population effectués dans la commune depuis 1793. Pour les communes de moins de 10 000 habitants, une enquête de recensement portant sur toute la population est réalisée tous les cinq ans, les populations de référence des années intermédiaires étant quant à elles estimées par interpolation ou extrapolation. Pour la commune, le premier recensement exhaustif entrant dans le cadre du nouveau dispositif a été réalisé en 2006.

En 2022, la commune comptait 234 habitants, en évolution de −8,59 % par rapport à 2016 (Indre : −3 %, France hors Mayotte : +2,11 %).
| 1793 | 1800 | 1806 | 1821 | 1831 | 1836 | 1841 | 1846 | 1851 |
| ---- | ---- | ---- | ---- | ---- | ---- | ---- | ---- | ---- |
| 527  | 516  | 429  | 553  | 532  | 540  | 598  | 579  | 636  |

| 1856 | 1861 | 1866 | 1872 | 1876 | 1881 | 1886 | 1891 | 1896 |
| ---- | ---- | ---- | ---- | ---- | ---- | ---- | ---- | ---- |
| 641  | 628  | 709  | 760  | 779  | 844  | 848  | 852  | 848  |

| 1901 | 1906 | 1911 | 1921 | 1926 | 1931 | 1936 | 1946 | 1954 |
| ---- | ---- | ---- | ---- | ---- | ---- | ---- | ---- | ---- |
| 839  | 834  | 779  | 671  | 659  | 643  | 640  | 555  | 451  |

| 1962 | 1968 | 1975 | 1982 | 1990 | 1999 | 2006 | 2011 | 2016 |
| ---- | ---- | ---- | ---- | ---- | ---- | ---- | ---- | ---- |
| 445  | 412  | 342  | 308  | 277  | 246  | 250  | 243  | 256  |

| 2021 | 2022 | - | - | - | - | - | - | - |
| ---- | ---- | - | - | - | - | - | - | - |
| 241  | 234  | - | - | - | - | - | - | - |

### Enseignement
La commune dépend de la circonscription académique de La Châtre.

### Équipement culturel
- Salle de spectacle Albert-Aurouet.

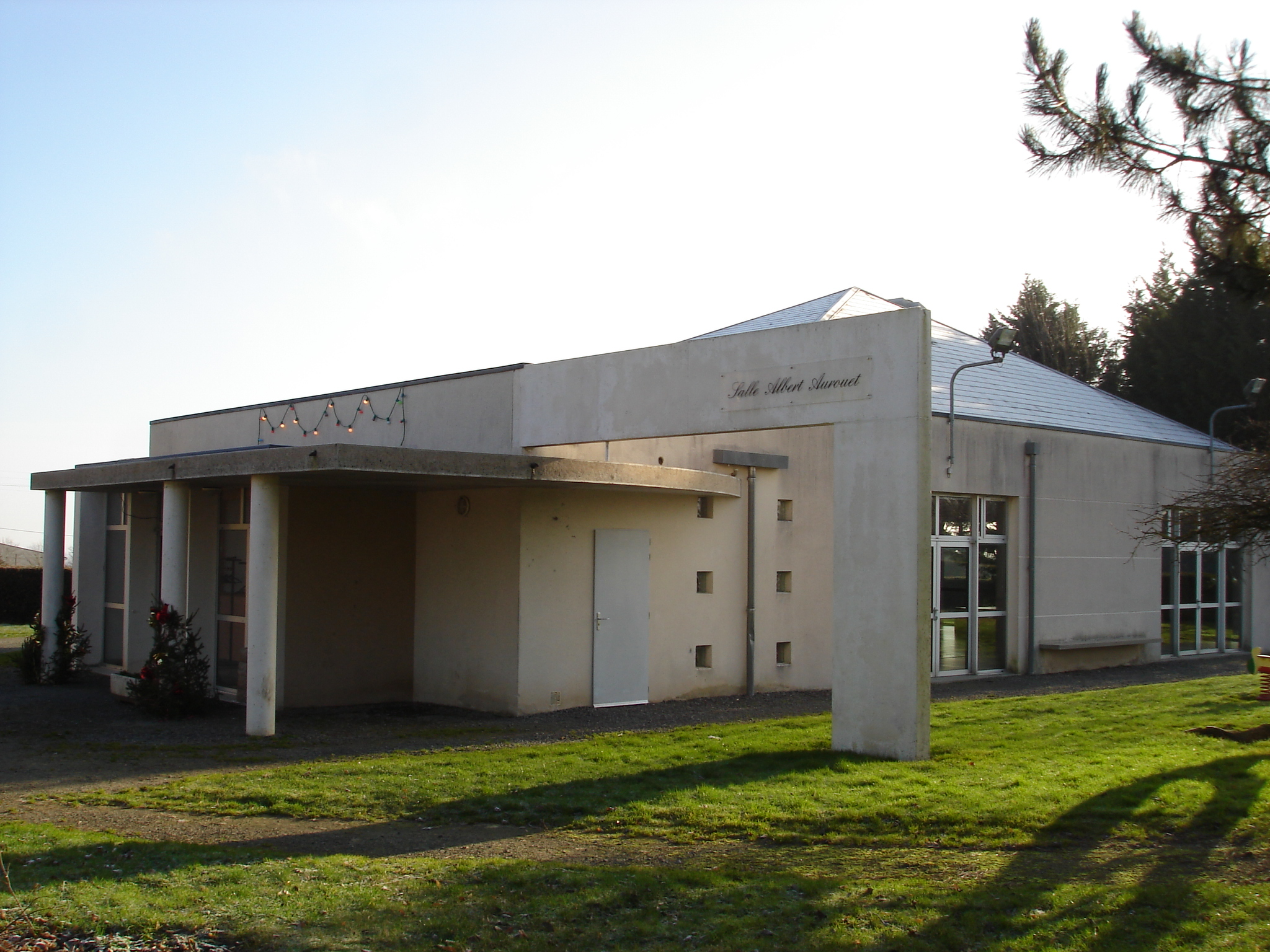
La salle Albert-Aurouet en 2012.

### Médias
La commune est couverte par les médias suivants : La Nouvelle République du Centre-Ouest, Le Berry républicain, L'Écho - La Marseillaise, La Bouinotte, Le Petit Berrichon, L'Écho du Berry, France 3 Centre-Val de Loire, Berry Issoudun Première, Vibration, Forum, France Bleu Berry et RCF en Berry.

## Économie
La commune se situe dans la zone d’emploi de Châteauroux et dans le bassin de vie de La Châtre.
La commune se trouve dans l'aire géographique et dans la zone de production du lait, de fabrication et d'affinage du fromage Valençay.

## Culture locale et patrimoine

### Lieux et monuments
- Église
- Chapelle Saint-Jean : c'est un ancien établissement scolaire religieux[33].
- Monument aux morts
- Calvaire

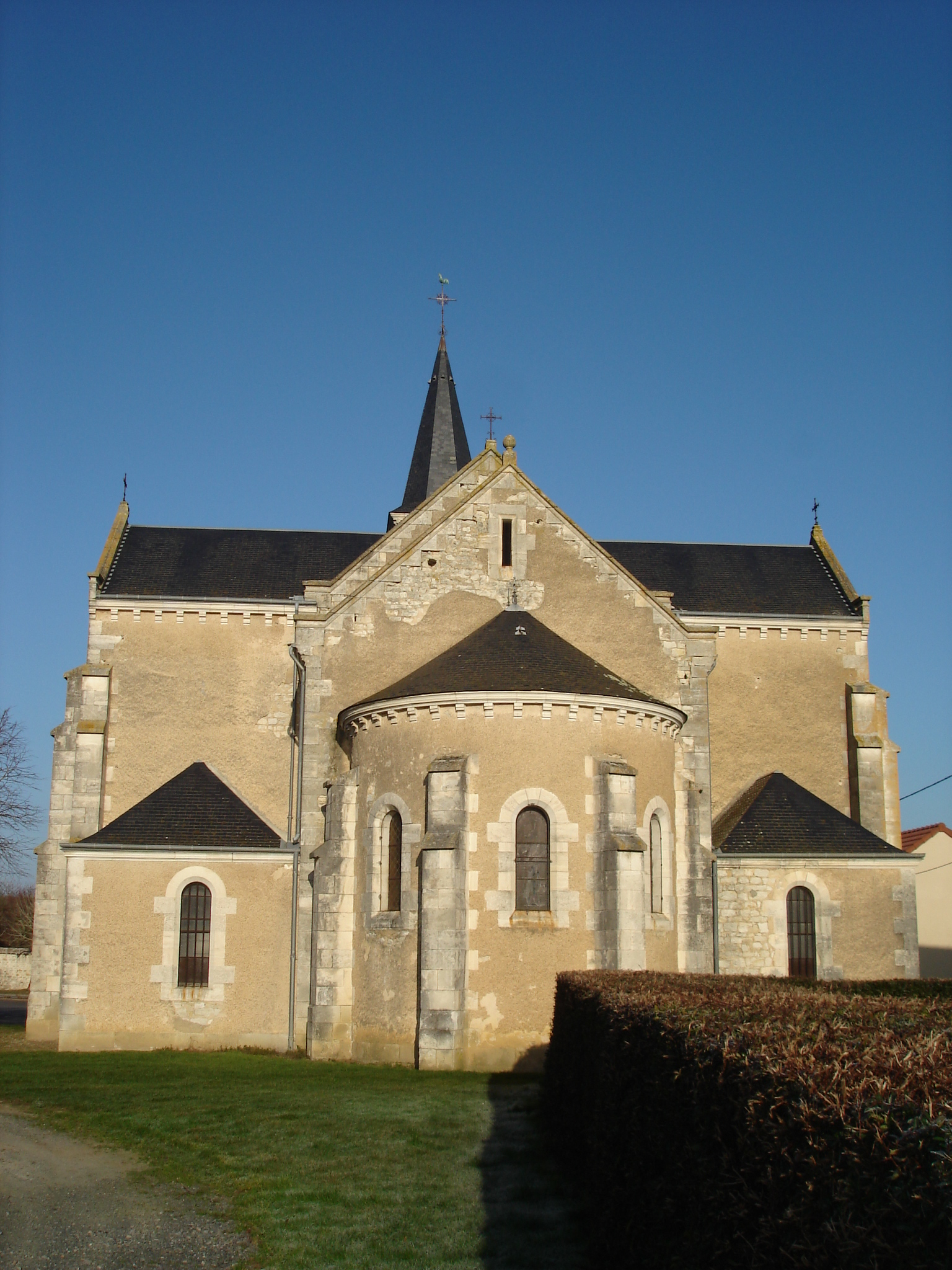
L'église en 2012.
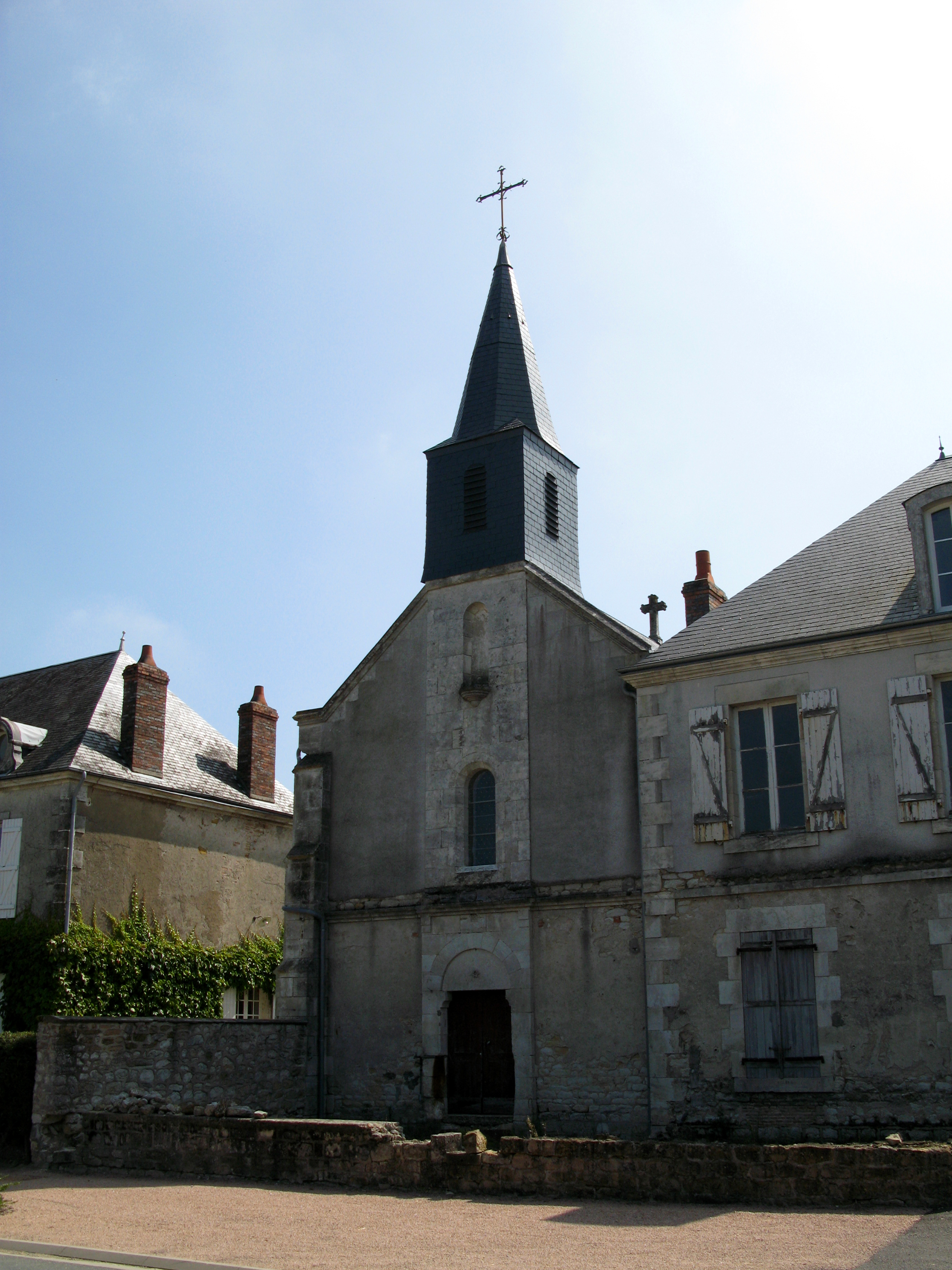
La chapelle en 2008.
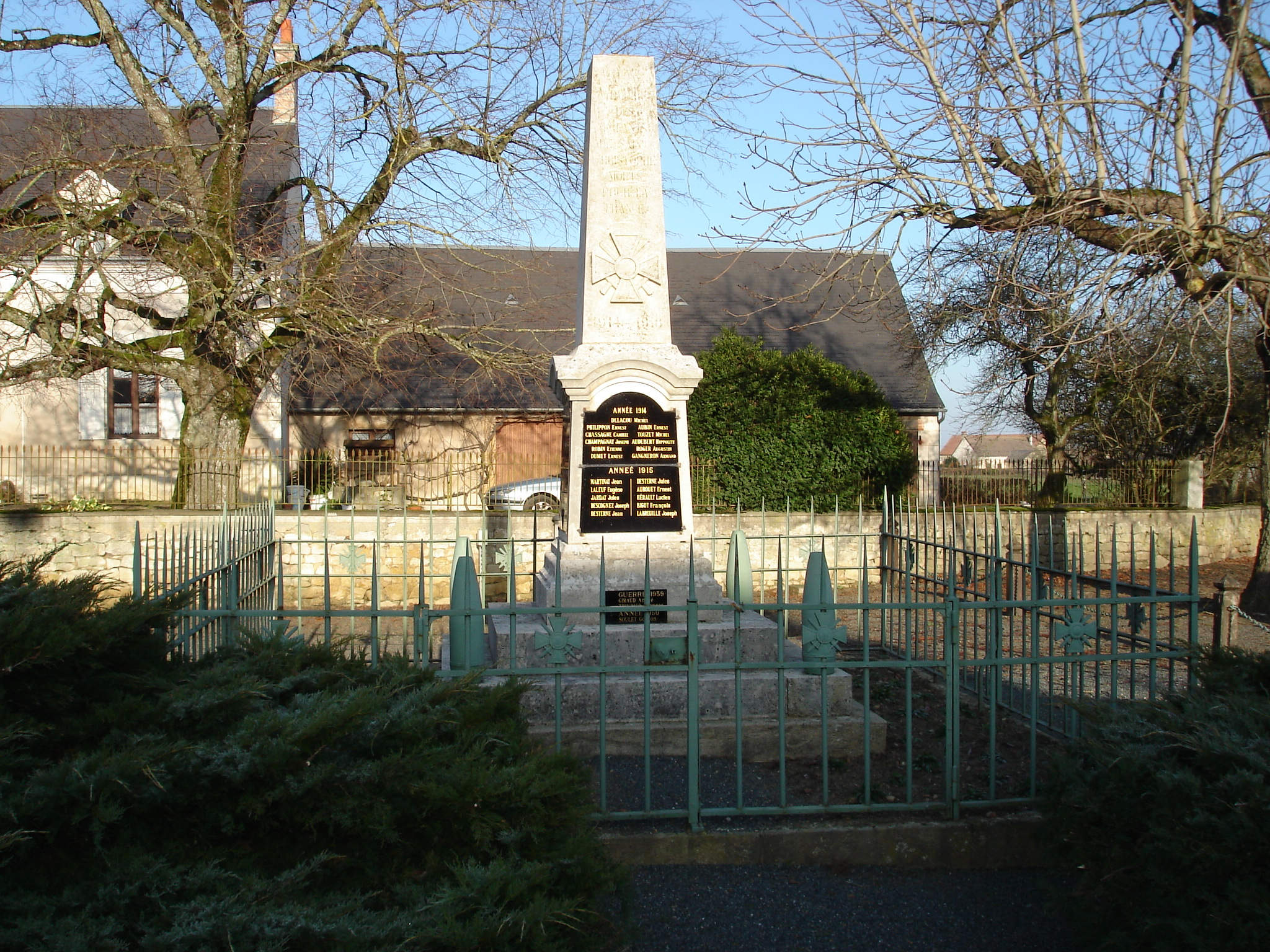
Le monument aux morts en 2012.
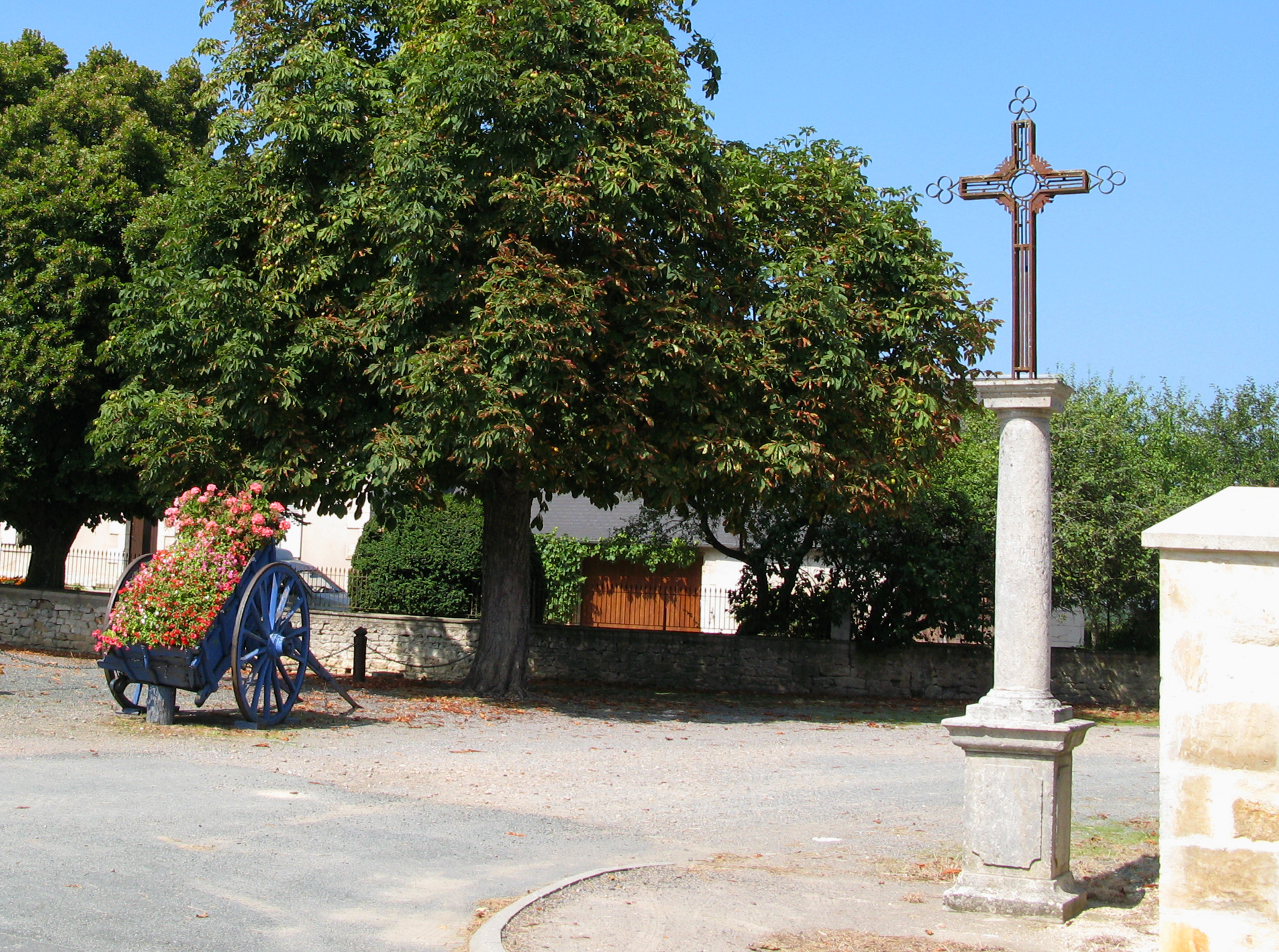
Le calvaire en 2008.